# Derrick Williams (football)
Derrick Williams, né le 17 janvier 1993 à Hambourg en Allemagne, est un footballeur international irlandais qui joue au poste de défenseur au Reading FC.

## Biographie

### En club
Le 26 août 2016, il rejoint le club des Blackburn Rovers.
Williams quitte le Royaume-Uni le 4 mars 2021 pour s'engager deux saisons en faveur du Galaxy de Los Angeles, franchise californienne de Major League Soccer. Après deux saisons et cinquante-et-une rencontres avec le Galaxy, il est transféré à D.C. United le 10 novembre 2022.

### En sélection
Le 28 mai 2018, il honore sa première sélection avec l'équipe d'Irlande en étant titularisé lors d'un match amical face à la France (défaite 2-0).

## Palmarès

### En club
Bristol City
- Champion de League One en 2015
- Vainqueur du Football League Trophy en 2015.

 Blackburn Rovers
- Vice-champion League One en 2018.